# Іващенко Василь Григорович
Василь Григорович (Георгійович) Іващенко (нар. 10 лютого 1950, село Трудове, тепер Кілійського району Одеської області) — український радянський діяч, тракторист радгоспу «Трудовий» Кілійського району Одеської області. Депутат Верховної Ради УРСР 9-го скликання. 

## Біографія
Народився у родині колгоспника. У 1964 році вступив до комсомолу. Освіта середня: закінчив у 1967 році середню школу.
З 1967 року — колгоспник колгоспу «Маяк» Кілійського району Одеської області.
У 1968—1970 р. — служба у Радянській армії.
У 1970—1975 р. — тракторист, ланковий механізованої ланки колгоспу «Маяк» Кілійського району Одеської області.
З 1975 року — тракторист, ланковий механізованої ланки радгоспу «Трудовий» села Трудове Кілійського району Одеської області.
Потім — на пенсії у селі Трудове Кілійського району Одеської області.

## Нагороди
- орден Леніна
- медалі